# Z-12 Erich Giese
Z-12 Эрих Гизе (нем. Z-12 «Erich Giese») — немецкий эскадренный миноносец типа 1934A.
Заложен 3 мая 1935 года на верфи фирмы «Германия-Верфт» в Киле. Спущен на воду 12 марта 1937 года и 4 марта 1939 года вступил в строй и вошел в состав 8 дивизиона 4 флотилии.
С началом Второй мировой войны, с октября по декабрь 1939 года действовал в Северном море и Балтийских проливах, участвовал в минно-заградительных операциях у восточного побережья Великобритании. 7 декабря 1939 года торпедировал британский эсминец «Jersey». После этого до февраля 1940 проходил ремонт.
В апреле участвовал в операции «Везерюбунг», входя в состав Нарвикской группы. 10 апреля 1940 участвовал в первом бою у Нарвика. 13 апреля участвовал во втором бою у Нарвика, потоплен артиллерией британских линкора «Warspite» и эсминца «Bedouin» в Уфут-фьорде. Погибло 83 человека.